# اوژن دابی
اوژن دابی (به فرانسوی: Eugène Dabit) نویسنده قرن نوزدهم میلادی اهل فرانسه بود.